# Evolutionaire leiderschapstheorie
De evolutionaire leiderschapstheorie beschrijft leiderschap vanuit een evolutionair perspectief. 
De evolutionaire psychologie gaat ervan uit dat ons denken, voelen en doen het product zijn van aangeboren psychologische mechanismen. Deze mechanismen zijn geëvolueerd omdat ze de mens in staat stellen effectief om te gaan met situaties die (direct of indirect) belangrijk zijn voor voortplanting en overleven (reproductief succes). De evolutionaire leiderschapstheorie stelt dat zowel leiden als volgen zijn geëvolueerd omdat zij van belang waren voor reproductief succes. 
De evolutionaire leiderschapstheorie werd geïntroduceerd door professor dr. Mark van Vugt, hoogleraar evolutionaire psychologie, arbeids- en organisatiepsychologie (Vrije Universiteit Amsterdam) in het boek Selected, vertaald in het Nederlands als Natuurlijke Leider Bruna. Deze theorie wordt in diverse boeken toegepast op de managementpraktijk zoals in Gezag en Het profiel van de leider. 

## Kenmerken
De theorie onderscheidt zich van andere theorieën over leiderschap door te stellen dat:
- leiden en volgen aangeboren gedragsstrategieën zijn die zijn geëvolueerd om problemen rond sociale coördinatie op te lossen (bijvoorbeeld in het trekken naar nieuwe gebieden, jacht op groot wild of conflicten met andere groepen).
- de relatie tussen leiders en volgers in de basis ambivalent is. De leider kan zijn positie misbruiken in zijn eigen voordeel en ten koste van anderen (zie ook het kopje Leiderschap en dominantie).
- moderne organisatiestructuren inconsistent zijn met aangeboren psychologische mechanismen van leiden en volgen. Deze inconsistentie is een mogelijke verklaring voor de problemen in de relatie tussen leidinggevenden en ondergeschikten in moderne organisaties.

## Evolutie van leiderschap
De mens is geëvolueerd als sociaal dier. De groep geeft bescherming en samenwerking bij jagen, verzamelen en het delen van voedsel geven de groep een belangrijke meerwaarde voor het individu. Bij samenwerking kan centrale coördinatie voordeel opleveren. Onderzoek laat zien dat groepen met leiders het over het algemeen beter doen dan groepen zonder leider. Uitgangspunt van evolutionaire leiderschapstheorie is dat de primaire functie van leiderschap ligt in het faciliteren van groepsprestatie.

### Overwegingen voor volgers
Wanneer het volgen van een leider de prestaties van de groep verhoogt, is het in het (evolutionair) belang van het individu te volgen. De evolutionaire leiderschapstheorie gebruikt de speltheorie om aan te tonen dat het voor het individu vaak gunstiger is om te volgen, dan niet te volgen. Bij het volgen zal het individu twee overwegingen moeten maken:
1. heeft het in deze situatie toegevoegde waarde een leider te volgen
2. wie is de juiste persoon om te volgen in deze specifieke situatie

De evolutionaire leiderschapstheorie gaat ervan uit dat deze overwegingen (en andere overwegingen rond leiden en volgen) automatisch gemaakt worden door aangeboren psychologische mechanismen. Deze instincten bepalen ook in onze moderne tijd nog de reacties op leiders. We zien bijvoorbeeld dat wanneer er geen duidelijke noodzaak is van leiding, mensen negatief reageren op pogingen hen te leiden (een reactie vanuit de eerste overweging). 

### Leiderprototypes (CALP)
De evolutionaire leiderschapstheorie stelt dat mensen bij de tweede overweging (wie te volgen) gebruikmaken van aangeboren leiderprototypes. Deze prototypes worden in evolutionaire leiderschapstheorie “cognitive ancestral leader prototypes” of CALP genoemd. De CALPs helpen de mens een optimale keuze te maken welk type persoon de meeste toegevoegde waarde zal hebben in een specifieke situatie. In tijden van conflict is dit bijvoorbeeld een jonger iemand die fysiek sterk is en niet bang risico’s te nemen. In vredestijd is dit over het algemeen een ouder iemand met meer sociale kwaliteiten. We zien dit soort overwegingen nog steeds in onze moderne tijd, zo kijken mensen in tijden van crisis nog steeds automatisch naar de sterke man.

## Leiderschap en dominantie
Leiderschap wordt vaak verward met sociale dominantie zoals we dit bij de meeste sociale diersoorten terugvinden. Wanneer dieren concurreren om beperkte middelen (voedsel, territorium, seksuele partners), kunnen de sterkere dieren hun belangen behartigen ten koste van de zwakkere. Door zich te onderwerpen aan zijn sterkere soortgenoten vermijdt een dier agressie van het dominante dier (dat zijn belangen wil veiligstellen) en verhoogt zijn eigen overlevingskansen. De dominantiehiërarchie vermindert zo geweld binnen de groep. Dit soort dominantiehiërarchie is ook kenmerkend voor andere grote apen zoals de chimpansee en de gorilla. 
Dominantie is moeilijk wanneer er binnen een soort nauw wordt samengewerkt. Zwakkere dieren kunnen coalities vormen om sterkere dieren aan te vallen, iets dat we bijvoorbeeld bij chimpansees zien gebeuren. Bij de mens heeft samenwerking geleid tot een omkering van de machtsbalans. Iemand is geen leider omdat hij anderen weet te domineren, maar omdat zijn optreden toegevoegde waarde voor de groep heeft. Studies bij jager-verzamelaars (mensen die leven zoals onze voorouders) laten ook zien dat er geen formele machtsverhoudingen zijn en pogingen de groep te domineren worden afgestraft. De leider leidt bij de gratie van de groep.
De positie van leider heeft echter wel duidelijke evolutionaire voordelen. Een goede leider heeft veel aanzien en prestige, wat zich onder meer vertaald in meer seksuele contacten. 

### Het probleem van macht
Macht is echter nog steeds een relevant gegeven voor mensen, het maakt het immers mogelijk de eigen belangen te behartigen ten koste van anderen (zoals we dit ook zien bij dominantiehiërarchie). Mensen volgen daarom het liefst leiders die gulheid en integriteit tonen. Bij jager-verzamelaars zijn er daarbij een aantal correctiemechanismen om de macht van de leider te controleren:
- roddel (het beschadigen van de reputatie en daarmee de prestige).
- kritiek (het corrigeren van zijn gedrag)
- ongehoorzaamheid (waardoor hij ineffectief als leider wordt)
- vertrek (het afscheiden van de groep)
- moord (het uitschakelen als leider en zo plaats maken voor een andere leider)

In evolutionaire leiderschapstheorie worden dit soort correctiemechanismen aangeduid als “strategies to overcome power” (STOP). 

## De mismatchhypothese
De mismatchhypothese in de evolutionaire leiderschapstheorie is een variant op het savanneprincipe, dat een belangrijke rol speelt in de evolutionaire psychologie. Het savanneprincipe stelt dat de menselijke hersenen zijn geëvolueerd om de mens te helpen overleven in een specifieke omgeving, namelijk kleine nomadische groepen op de savannes van Afrika. Deze omstandigheden worden ook wel de EEA of environment of evolutionary adaptedness genoemd. De moderne omstandigheden wijken op kritieke punten af van deze EEA, waardoor aangeboren psychologische mechanismen niet langer functioneel zijn. Een bekend voorbeeld is onze voorkeur voor zoet, zout en vet eten. 
De organisatie van leiderschap in moderne organisaties wijkt op kritieke punten af van de EEA van leiderschap. Voorbeelden zijn:
- sekse en fysiek spelen nog steeds een belangrijke rol in de selectie van leiders (management is gemiddeld langer dan werknemers) terwijl dit niet functioneel is in moderne organisaties.
- Leiders worden niet meer door de groep zelf aangewezen, de groep krijgt in de regel een leider toegewezen.
- Leiders hebben meer macht over groepsleden. Zij doen bijvoorbeeld de beoordelingen.
- Moderne organisatievormen beperken de STOP-correctiemechanismen (kritiek en ongehoorzaamheid zijn bijvoorbeeld vaak geen optie).

## Relevantie voor modern management
Met de opkomst van het kenniswerk blijken de traditionele hiërarchische verhoudingen steeds minder wenselijk en relevant. Betrokkenheid blijkt een belangrijke factor in succes voor organisaties en van medewerkers wordt meer initiatief en ondernemerschap verwacht. Natuurlijk leiderschap past goed in deze nieuwe situatie en evolutionaire leiderschapstheorie kan zo een belangrijke rol spelen in toekomstige ontwikkelingen op het gebied van leiderschap. Inzicht in de aangeboren psychologie van leiderschap stelt ons in staat de negatieve effecten van mismatch tegen te gaan en leiderschap te organiseren op een manier die meer gewenst gedrag stimuleert.